# Городищенский сельсовет (Могилёвская область)
Городищенский сельсовет (бел. Гарадзішчанскі сельсавет) — административная единица на территории Шкловского района Могилёвской области Белоруссии. Административный центр — агрогородок Городище. Население сельсовета — 1219 человек (2009).

## История
В феврале 2012 года в состав сельсовета были включены территория и населённые пункты упразднённого Ордатского сельсовета.

## Состав
Городецкий сельсовет включает 24 населённых пункта:
- Благовка — деревня.
- Большие Слижи — деревня.
- Городище — агрогородок.
- Грамоки — деревня.
- Дивново — деревня.
- Караси — деревня.
- Ладыжено — деревня.
- Лысая Гора — деревня.
- Малые Слижи — деревня.
- Моисеенки — деревня.
- Новое Вильяново — деревня.
- Новое Займище — деревня.
- Новоселки — деревня.
- Новые Слижи — деревня.
- Окуневка — агрогородок.
- Ордать — агрогородок.
- Редишено — деревня.
- Рудицы — деревня.
- Рудня — деревня.
- Сертиславль — деревня.
- Старое Займище — деревня.
- Слижи — деревня.
- Церковище — деревня.
- Шестаки — деревня.